# Lista över fornlämningar i Östhammars kommun (Ekeby)
Lista över fornlämningar i Östhammars kommun (Ekeby) är en förteckning av ett urval av de fornlämningar som finns i Ekeby i Östhammars kommun.
| Namn                                | Lämningstyp                      | Tillkomsttid | Historisk indelning | Plats | Läge                 | ID-nr          | Bild                                 |
| ----------------------------------- | -------------------------------- | ------------ | ------------------- | ----- | -------------------- | -------------- | ------------------------------------ |
| Ekeby 1:1                           | Gravfält                         |              | Ekeby, Uppland      |       | 60.059846, 18.220022 | 10021800010001 | Ladda upp en bild av detta fornminne |
| Ekeby 2:3                           | Stensättning                     |              | Ekeby, Uppland      |       | 60.060178, 18.218951 | 10021800020003 | Ladda upp en bild av detta fornminne |
| Ekeby 3:1                           | Gravfält                         |              | Ekeby, Uppland      |       | 60.061698, 18.219322 | 10021800030001 | Ladda upp en bild av detta fornminne |
| Ekeby 4:1                           | Hög                              |              | Ekeby, Uppland      |       | 60.070090, 18.228397 | 10021800040001 | Ladda upp en bild av detta fornminne |
| Ekeby 4:2                           | Stensättning                     |              | Ekeby, Uppland      |       | 60.070297, 18.227715 | 10021800040002 | Ladda upp en bild av detta fornminne |
| Ekeby 6:1                           | Gravfält                         |              | Ekeby, Uppland      |       | 60.066574, 18.225020 | 10021800060001 | Ladda upp en bild av detta fornminne |
| Asholmen (Ekeby 7:1)                | Gravfält                         |              | Ekeby, Uppland      |       | 60.063602, 18.217087 | 10021800070001 | Ladda upp en bild av detta fornminne |
| Klangkroken (Ekeby 8:1)             | Hög                              |              | Ekeby, Uppland      |       | 60.062185, 18.211272 | 10021800080001 | Ladda upp en bild av detta fornminne |
| Klangkroken (Ekeby 9:1)             | Gravfält                         |              | Ekeby, Uppland      |       | 60.062490, 18.210837 | 10021800090001 | Ladda upp en bild av detta fornminne |
| Ekeby 10:1                          | Gravfält                         |              | Ekeby, Uppland      |       | 60.062007, 18.201093 | 10021800100001 | Ladda upp en bild av detta fornminne |
| Ekeby 11:1                          | Röse                             |              | Ekeby, Uppland      |       | 60.061041, 18.203680 | 10021800110001 | Ladda upp en bild av detta fornminne |
| Ekeby 11:2                          | Stensättning                     |              | Ekeby, Uppland      |       | 60.061193, 18.203716 | 10021800110002 | Ladda upp en bild av detta fornminne |
| Ekeby 11:3                          | Stensättning                     |              | Ekeby, Uppland      |       | 60.060911, 18.203250 | 10021800110003 | Ladda upp en bild av detta fornminne |
| Ekeby 12:1                          | Gravfält                         |              | Ekeby, Uppland      |       | 60.066529, 18.197281 | 10021800120001 | Ladda upp en bild av detta fornminne |
| Ekeby 13:1                          | Gravfält                         |              | Ekeby, Uppland      |       | 60.065832, 18.201983 | 10021800130001 | Ladda upp en bild av detta fornminne |
| Ekeby 14:1                          | Röse                             |              | Ekeby, Uppland      |       | 60.069501, 18.201912 | 10021800140001 | Ladda upp en bild av detta fornminne |
| Ekeby 14:2                          | Röse                             |              | Ekeby, Uppland      |       | 60.069379, 18.202079 | 10021800140002 | Ladda upp en bild av detta fornminne |
| Ekeby 15:1                          | Stensättning                     |              | Ekeby, Uppland      |       | 60.068735, 18.200532 | 10021800150001 | Ladda upp en bild av detta fornminne |
| Ekeby 15:2                          | Stensättning                     |              | Ekeby, Uppland      |       | 60.068778, 18.200079 | 10021800150002 | Ladda upp en bild av detta fornminne |
| Ekeby 16:1                          | Röse                             |              | Ekeby, Uppland      |       | 60.070138, 18.200307 | 10021800160001 | Ladda upp en bild av detta fornminne |
| Ekeby 16:2                          | Hög                              |              | Ekeby, Uppland      |       | 60.070000, 18.200598 | 10021800160002 | Ladda upp en bild av detta fornminne |
| Ekeby 16:3                          | Röse                             |              | Ekeby, Uppland      |       | 60.069999, 18.200221 | 10021800160003 | Ladda upp en bild av detta fornminne |
| Ekeby 17:1                          | Röse                             |              | Ekeby, Uppland      |       | 60.073963, 18.201480 | 10021800170001 | Ladda upp en bild av detta fornminne |
| Ekeby 18:1                          | Röse                             |              | Ekeby, Uppland      |       | 60.070864, 18.192067 | 10021800180001 | Ladda upp en bild av detta fornminne |
| Ekeby 19:1                          | Hög                              |              | Ekeby, Uppland      |       | 60.079616, 18.196094 | 10021800190001 | Ladda upp en bild av detta fornminne |
| Ekeby 19:3                          | Stensättning                     |              | Ekeby, Uppland      |       | 60.079473, 18.195803 | 10021800190003 | Ladda upp en bild av detta fornminne |
| Ekeby 20:4                          | Stensättning                     |              | Ekeby, Uppland      |       | 60.079550, 18.194874 | 10021800200004 | Ladda upp en bild av detta fornminne |
| Ekeby 21:1                          | Hög                              |              | Ekeby, Uppland      |       | 60.079285, 18.192813 | 10021800210001 | Ladda upp en bild av detta fornminne |
| Ekeby 22:1                          | Gravfält                         |              | Ekeby, Uppland      |       | 60.079879, 18.199538 | 10021800220001 | Ladda upp en bild av detta fornminne |
| Ekeby 23:1                          | Gravfält                         |              | Ekeby, Uppland      |       | 60.078660, 18.228798 | 10021800230001 | Ladda upp en bild av detta fornminne |
| Ekeby 24:1                          | Gravfält                         |              | Ekeby, Uppland      |       | 60.071356, 18.189471 | 10021800240001 | Ladda upp en bild av detta fornminne |
| Ekeby 25:1                          | Gravfält                         |              | Ekeby, Uppland      |       | 60.047188, 18.223631 | 10021800250001 | Ladda upp en bild av detta fornminne |
| Tomtarbacken (Ekeby 26:1)           | Stensättning                     |              | Ekeby, Uppland      |       | 60.041386, 18.226112 | 10021800260001 | Ladda upp en bild av detta fornminne |
| Tomtarbacken (Ekeby 26:2)           | Stensättning                     |              | Ekeby, Uppland      |       | 60.041462, 18.226462 | 10021800260002 | Ladda upp en bild av detta fornminne |
| Tomtarbacken (Ekeby 26:3)           | Stensättning                     |              | Ekeby, Uppland      |       | 60.041264, 18.226630 | 10021800260003 | Ladda upp en bild av detta fornminne |
| Ekeby 27:1                          | Gravfält                         |              | Ekeby, Uppland      |       | 60.038872, 18.225504 | 10021800270001 | Ladda upp en bild av detta fornminne |
| Ekeby 28:1                          | Gravfält                         |              | Ekeby, Uppland      |       | 60.057666, 18.204732 | 10021800280001 | Ladda upp en bild av detta fornminne |
| Ekeby 29:1                          | Röse                             |              | Ekeby, Uppland      |       | 60.058222, 18.202743 | 10021800290001 | Ladda upp en bild av detta fornminne |
| Ekeby 29:2                          | Stensättning                     |              | Ekeby, Uppland      |       | 60.057923, 18.202796 | 10021800290002 | Ladda upp en bild av detta fornminne |
| Ekeby 30:1                          | Röse                             |              | Ekeby, Uppland      |       | 60.069989, 18.168415 | 10021800300001 | Ladda upp en bild av detta fornminne |
| Ekeby 31:1                          | Gravfält                         |              | Ekeby, Uppland      |       | 60.067988, 18.172522 | 10021800310001 | Ladda upp en bild av detta fornminne |
| Ekeby 32:1                          | Stensättning                     |              | Ekeby, Uppland      |       | 60.072383, 18.172609 | 10021800320001 | Ladda upp en bild av detta fornminne |
| Ekeby 33:1                          | Röse                             |              | Ekeby, Uppland      |       | 60.074162, 18.169527 | 10021800330001 | Ladda upp en bild av detta fornminne |
| Ekeby 33:2                          | Stensättning                     |              | Ekeby, Uppland      |       | 60.074039, 18.169982 | 10021800330002 | Ladda upp en bild av detta fornminne |
| Ekeby 36:1                          | Röse                             |              | Ekeby, Uppland      |       | 60.039954, 18.259462 | 10021800360001 | Ladda upp en bild av detta fornminne |
| Ekeby 36:2                          | Röse                             |              | Ekeby, Uppland      |       | 60.039949, 18.259089 | 10021800360002 | Ladda upp en bild av detta fornminne |
| Ekeby 36:3                          | Stensättning                     |              | Ekeby, Uppland      |       | 60.039915, 18.258415 | 10021800360003 | Ladda upp en bild av detta fornminne |
| Ekeby 36:4                          | Stensättning                     |              | Ekeby, Uppland      |       | 60.040042, 18.258438 | 10021800360004 | Ladda upp en bild av detta fornminne |
| Ekeby 38:1                          | Gravfält                         |              | Ekeby, Uppland      |       | 60.038291, 18.260151 | 10021800380001 | Ladda upp en bild av detta fornminne |
| Ekeby 40:1                          | Röse                             |              | Ekeby, Uppland      |       | 60.043008, 18.241557 | 10021800400001 | Ladda upp en bild av detta fornminne |
| Ekeby 40:2                          | Röse                             |              | Ekeby, Uppland      |       | 60.043159, 18.241692 | 10021800400002 | Ladda upp en bild av detta fornminne |
| Ekeby 40:4                          | Röse                             |              | Ekeby, Uppland      |       | 60.042966, 18.240739 | 10021800400004 | Ladda upp en bild av detta fornminne |
| Ekeby 40:5                          | Stensättning                     |              | Ekeby, Uppland      |       | 60.043007, 18.240534 | 10021800400005 | Ladda upp en bild av detta fornminne |
| Ekeby 41:1                          | Röse                             |              | Ekeby, Uppland      |       | 60.045287, 18.245417 | 10021800410001 | Ladda upp en bild av detta fornminne |
| Ekeby 41:2                          | Röse                             |              | Ekeby, Uppland      |       | 60.045340, 18.246182 | 10021800410002 | Ladda upp en bild av detta fornminne |
| Ekeby 41:3                          | Stensättning                     |              | Ekeby, Uppland      |       | 60.045428, 18.245347 | 10021800410003 | Ladda upp en bild av detta fornminne |
| Ekeby 42:1                          | Röse                             |              | Ekeby, Uppland      |       | 60.045563, 18.241806 | 10021800420001 | Ladda upp en bild av detta fornminne |
| Slåttbacken (Ekeby 43:1)            | Röse                             |              | Ekeby, Uppland      |       | 60.044938, 18.246468 | 10021800430001 | Ladda upp en bild av detta fornminne |
| Slåttbacken (Ekeby 43:2)            | Röse                             |              | Ekeby, Uppland      |       | 60.044834, 18.246476 | 10021800430002 | Ladda upp en bild av detta fornminne |
| Slåttbacken (Ekeby 43:3)            | Röse                             |              | Ekeby, Uppland      |       | 60.044697, 18.246614 | 10021800430003 | Ladda upp en bild av detta fornminne |
| Slåttbacken (Ekeby 43:4)            | Röse                             |              | Ekeby, Uppland      |       | 60.044771, 18.246285 | 10021800430004 | Ladda upp en bild av detta fornminne |
| Ekeby 44:1                          | Röse                             |              | Ekeby, Uppland      |       | 60.044523, 18.247282 | 10021800440001 | Ladda upp en bild av detta fornminne |
| Ekeby 46:1                          | Röse                             |              | Ekeby, Uppland      |       | 60.046140, 18.258011 | 10021800460001 | Ladda upp en bild av detta fornminne |
| Ekeby 46:2                          | Stensättning                     |              | Ekeby, Uppland      |       | 60.046178, 18.258408 | 10021800460002 | Ladda upp en bild av detta fornminne |
| Ekeby 46:3                          | Röse                             |              | Ekeby, Uppland      |       | 60.045979, 18.257505 | 10021800460003 | Ladda upp en bild av detta fornminne |
| Ekeby 47:1                          | Stensättning                     |              | Ekeby, Uppland      |       | 60.046592, 18.253582 | 10021800470001 | Ladda upp en bild av detta fornminne |
| Ekeby 48:1                          | Röse                             |              | Ekeby, Uppland      |       | 60.046255, 18.244754 | 10021800480001 | Ladda upp en bild av detta fornminne |
| Ekeby 48:2                          | Röse                             |              | Ekeby, Uppland      |       | 60.046063, 18.244996 | 10021800480002 | Ladda upp en bild av detta fornminne |
| Ekeby 48:4                          | Stensättning                     |              | Ekeby, Uppland      |       | 60.045803, 18.245274 | 10021800480004 | Ladda upp en bild av detta fornminne |
| Ekeby 48:5                          | Stensättning                     |              | Ekeby, Uppland      |       | 60.045735, 18.245399 | 10021800480005 | Ladda upp en bild av detta fornminne |
| Ekeby 49:1                          | Röse                             |              | Ekeby, Uppland      |       | 60.046396, 18.241259 | 10021800490001 | Ladda upp en bild av detta fornminne |
| Ekeby 49:2                          | Stensättning                     |              | Ekeby, Uppland      |       | 60.046251, 18.241505 | 10021800490002 | Ladda upp en bild av detta fornminne |
| Ekeby 49:3                          | Röse                             |              | Ekeby, Uppland      |       | 60.046060, 18.241618 | 10021800490003 | Ladda upp en bild av detta fornminne |
| Ekeby 50:1                          | Röse                             |              | Ekeby, Uppland      |       | 60.046337, 18.242655 | 10021800500001 | Ladda upp en bild av detta fornminne |
| Ekeby 50:2                          | Röse                             |              | Ekeby, Uppland      |       | 60.046493, 18.242630 | 10021800500002 | Ladda upp en bild av detta fornminne |
| Ekeby 50:3                          | Stensättning                     |              | Ekeby, Uppland      |       | 60.046705, 18.242087 | 10021800500003 | Ladda upp en bild av detta fornminne |
| Ekeby 50:4                          | Stensättning                     |              | Ekeby, Uppland      |       | 60.046830, 18.241786 | 10021800500004 | Ladda upp en bild av detta fornminne |
| Ekeby 51:1                          | Gravfält                         |              | Ekeby, Uppland      |       | 60.084646, 18.155369 | 10021800510001 | Ladda upp en bild av detta fornminne |
| Ekeby 52:2                          | Gravfält                         |              | Ekeby, Uppland      |       | 60.087616, 18.155147 | 10021800520002 | Ladda upp en bild av detta fornminne |
| Ekeby 52:3                          | Stensättning                     |              | Ekeby, Uppland      |       | 60.087653, 18.152963 | 10021800520003 | Ladda upp en bild av detta fornminne |
| Ekeby 52:4                          | Stensättning                     |              | Ekeby, Uppland      |       | 60.087676, 18.152565 | 10021800520004 | Ladda upp en bild av detta fornminne |
| Ekeby 52:5                          | Stensättning                     |              | Ekeby, Uppland      |       | 60.087791, 18.153265 | 10021800520005 | Ladda upp en bild av detta fornminne |
| Ekeby 53:1                          | Röse                             |              | Ekeby, Uppland      |       | 60.088473, 18.152784 | 10021800530001 | Ladda upp en bild av detta fornminne |
| Ekeby 53:2                          | Stensättning                     |              | Ekeby, Uppland      |       | 60.088428, 18.152341 | 10021800530002 | Ladda upp en bild av detta fornminne |
| Ekeby 54:1                          | Stensättning                     |              | Ekeby, Uppland      |       | 60.090452, 18.151269 | 10021800540001 | Ladda upp en bild av detta fornminne |
| Ekeby 55:1                          | Gravfält                         |              | Ekeby, Uppland      |       | 60.087906, 18.170916 | 10021800550001 | Ladda upp en bild av detta fornminne |
| Ekeby 57:1                          | Gravfält                         |              | Ekeby, Uppland      |       | 60.088727, 18.173077 | 10021800570001 | Ladda upp en bild av detta fornminne |
| Ekeby 59:1                          | Gravfält                         |              | Ekeby, Uppland      |       | 60.086295, 18.176632 | 10021800590001 | Ladda upp en bild av detta fornminne |
| Ekeby 60:1                          | Gravfält                         |              | Ekeby, Uppland      |       | 60.085572, 18.176662 | 10021800600001 | Ladda upp en bild av detta fornminne |
| Ekeby 61:1                          | Hög                              |              | Ekeby, Uppland      |       | 60.085277, 18.178648 | 10021800610001 | Ladda upp en bild av detta fornminne |
| Ekeby 62:1                          | Gravfält                         |              | Ekeby, Uppland      |       | 60.087242, 18.182010 | 10021800620001 | Ladda upp en bild av detta fornminne |
| Ekeby 63:1                          | Gravfält                         |              | Ekeby, Uppland      |       | 60.088777, 18.178678 | 10021800630001 | Ladda upp en bild av detta fornminne |
| Ekeby 66:1                          | Gravfält                         |              | Ekeby, Uppland      |       | 60.095530, 18.179828 | 10021800660001 | Ladda upp en bild av detta fornminne |
| Ekeby 67:1                          | Gravfält                         |              | Ekeby, Uppland      |       | 60.083837, 18.172226 | 10021800670001 | Ladda upp en bild av detta fornminne |
| Ekeby 68:1                          | Gravfält                         |              | Ekeby, Uppland      |       | 60.082978, 18.175663 | 10021800680001 | Ladda upp en bild av detta fornminne |
| Ekeby 70:2                          | Hög                              |              | Ekeby, Uppland      |       | 60.096396, 18.157475 | 10021800700002 | Ladda upp en bild av detta fornminne |
| Ekeby 70:3                          | Stensättning                     |              | Ekeby, Uppland      |       | 60.096355, 18.157317 | 10021800700003 | Ladda upp en bild av detta fornminne |
| Ekeby 70:4                          | Stensättning                     |              | Ekeby, Uppland      |       | 60.096273, 18.157621 | 10021800700004 | Ladda upp en bild av detta fornminne |
| Ekeby 70:5                          | Stensättning                     |              | Ekeby, Uppland      |       | 60.096186, 18.156784 | 10021800700005 | Ladda upp en bild av detta fornminne |
| Ekeby 70:6                          | Röse                             |              | Ekeby, Uppland      |       | 60.096667, 18.156116 | 10021800700006 | Ladda upp en bild av detta fornminne |
| Ekeby 70:7                          | Röse                             |              | Ekeby, Uppland      |       | 60.096553, 18.156184 | 10021800700007 | Ladda upp en bild av detta fornminne |
| Ekeby 72:1                          | Stensättning                     |              | Ekeby, Uppland      |       | 60.086054, 18.193152 | 10021800720001 | Ladda upp en bild av detta fornminne |
| Ekeby 73:1                          | Gravfält                         |              | Ekeby, Uppland      |       | 60.085134, 18.193044 | 10021800730001 | Ladda upp en bild av detta fornminne |
| Ekeby 74:1                          | Gravfält                         |              | Ekeby, Uppland      |       | 60.085065, 18.194267 | 10021800740001 | Ladda upp en bild av detta fornminne |
| Ekeby 77:1                          | Gravfält                         |              | Ekeby, Uppland      |       | 60.087605, 18.190503 | 10021800770001 | Ladda upp en bild av detta fornminne |
| Ekeby 78:1                          | Gravfält                         |              | Ekeby, Uppland      |       | 60.089394, 18.189551 | 10021800780001 | Ladda upp en bild av detta fornminne |
| Ekeby 80:1                          | Gravfält                         |              | Ekeby, Uppland      |       | 60.092378, 18.190100 | 10021800800001 | Ladda upp en bild av detta fornminne |
| Ekeby 81:1                          | Röse                             |              | Ekeby, Uppland      |       | 60.096523, 18.194246 | 10021800810001 | Ladda upp en bild av detta fornminne |
| Ekeby 82:1                          | Röse                             |              | Ekeby, Uppland      |       | 60.096897, 18.194787 | 10021800820001 | Ladda upp en bild av detta fornminne |
| Ekeby 83:1                          | Röse                             |              | Ekeby, Uppland      |       | 60.097673, 18.202258 | 10021800830001 | Ladda upp en bild av detta fornminne |
| Ekeby 86:1                          | Röse                             |              | Ekeby, Uppland      |       | 60.092602, 18.208568 | 10021800860001 | Ladda upp en bild av detta fornminne |
| Ekeby 87:1                          | Stensättning                     |              | Ekeby, Uppland      |       | 60.097686, 18.225207 | 10021800870001 | Ladda upp en bild av detta fornminne |
| Ekeby 88:1                          | Röse                             |              | Ekeby, Uppland      |       | 60.095847, 18.218932 | 10021800880001 | Ladda upp en bild av detta fornminne |
| Ekeby 88:2                          | Stensättning                     |              | Ekeby, Uppland      |       | 60.095929, 18.218630 | 10021800880002 | Ladda upp en bild av detta fornminne |
| Ekeby 91:1                          | Gravfält                         |              | Ekeby, Uppland      |       | 60.099294, 18.229979 | 10021800910001 | Ladda upp en bild av detta fornminne |
| Ekeby 92:1                          | Stensättning                     |              | Ekeby, Uppland      |       | 60.101087, 18.228683 | 10021800920001 | Ladda upp en bild av detta fornminne |
| Ekeby 93:2                          | Röse                             |              | Ekeby, Uppland      |       | 60.101339, 18.215376 | 10021800930002 | Ladda upp en bild av detta fornminne |
| Ekeby 93:3                          | Röse                             |              | Ekeby, Uppland      |       | 60.101641, 18.215288 | 10021800930003 | Ladda upp en bild av detta fornminne |
| Ekeby 93:4                          | Röse                             |              | Ekeby, Uppland      |       | 60.101315, 18.214681 | 10021800930004 | Ladda upp en bild av detta fornminne |
| Ekeby 94:1                          | Röse                             |              | Ekeby, Uppland      |       | 60.113342, 18.242512 | 10021800940001 | Ladda upp en bild av detta fornminne |
| Ekeby 95:1                          | Stensättning                     |              | Ekeby, Uppland      |       | 60.101259, 18.286539 | 10021800950001 | Ladda upp en bild av detta fornminne |
| Ekeby 95:2                          | Röse                             |              | Ekeby, Uppland      |       | 60.101331, 18.286307 | 10021800950002 | Ladda upp en bild av detta fornminne |
| Ekeby 95:3                          | Stensättning                     |              | Ekeby, Uppland      |       | 60.101473, 18.286406 | 10021800950003 | Ladda upp en bild av detta fornminne |
| Ekeby 96:1                          | Gravfält                         |              | Ekeby, Uppland      |       | 60.091190, 18.191796 | 10021800960001 | Ladda upp en bild av detta fornminne |
| Ekeby 97:1                          | Gravfält                         |              | Ekeby, Uppland      |       | 60.080258, 18.173395 | 10021800970001 | Ladda upp en bild av detta fornminne |
| Ekeby 98:1                          | Gravfält                         |              | Ekeby, Uppland      |       | 60.070979, 18.183764 | 10021800980001 | Ladda upp en bild av detta fornminne |
| Ekeby 99:1                          | Gravfält                         |              | Ekeby, Uppland      |       | 60.071973, 18.185137 | 10021800990001 | Ladda upp en bild av detta fornminne |
| Ekeby 100:1                         | Gravfält                         |              | Ekeby, Uppland      |       | 60.073350, 18.182813 | 10021801000001 | Ladda upp en bild av detta fornminne |
| Ekeby 101:1                         | Gravfält                         |              | Ekeby, Uppland      |       | 60.075719, 18.170751 | 10021801010001 | Ladda upp en bild av detta fornminne |
| Ekeby 102:1                         | Stensättning                     |              | Ekeby, Uppland      |       | 60.098574, 18.240068 | 10021801020001 | Ladda upp en bild av detta fornminne |
| Ekeby 103:1                         | Röse                             |              | Ekeby, Uppland      |       | 60.091933, 18.263285 | 10021801030001 | Ladda upp en bild av detta fornminne |
| Ekeby 103:2                         | Stensättning                     |              | Ekeby, Uppland      |       | 60.092086, 18.263392 | 10021801030002 | Ladda upp en bild av detta fornminne |
| Ekeby 104:1                         | Röse                             |              | Ekeby, Uppland      |       | 60.092955, 18.265628 | 10021801040001 | Ladda upp en bild av detta fornminne |
| Ekeby 105:1                         | Röse                             |              | Ekeby, Uppland      |       | 60.091687, 18.265314 | 10021801050001 | Ladda upp en bild av detta fornminne |
| Ekeby 105:2                         | Röse                             |              | Ekeby, Uppland      |       | 60.091635, 18.265515 | 10021801050002 | Ladda upp en bild av detta fornminne |
| Ekeby 105:3                         | Röse                             |              | Ekeby, Uppland      |       | 60.091599, 18.265743 | 10021801050003 | Ladda upp en bild av detta fornminne |
| Ekeby 106:1                         | Grav- och boplatsområde          |              | Ekeby, Uppland      |       | 60.092148, 18.269088 | 10021801060001 | Ladda upp en bild av detta fornminne |
| Ekeby 107:1                         | Grav- och boplatsområde          |              | Ekeby, Uppland      |       | 60.091477, 18.266702 | 10021801070001 | Ladda upp en bild av detta fornminne |
| Ekeby 108:1                         | Röse                             |              | Ekeby, Uppland      |       | 60.091269, 18.263456 | 10021801080001 | Ladda upp en bild av detta fornminne |
| Ekeby 109:1                         | Röse                             |              | Ekeby, Uppland      |       | 60.091721, 18.263846 | 10021801090001 | Ladda upp en bild av detta fornminne |
| Ekeby 109:2                         | Stensättning                     |              | Ekeby, Uppland      |       | 60.091675, 18.264023 | 10021801090002 | Ladda upp en bild av detta fornminne |
| Ekeby 110:1                         | Grav- och boplatsområde          |              | Ekeby, Uppland      |       | 60.089476, 18.267162 | 10021801100001 | Ladda upp en bild av detta fornminne |
| Ekeby 111:1                         | Röse                             |              | Ekeby, Uppland      |       | 60.089830, 18.272217 | 10021801110001 | Ladda upp en bild av detta fornminne |
| Ekeby 111:2                         | Stensättning                     |              | Ekeby, Uppland      |       | 60.089809, 18.271978 | 10021801110002 | Ladda upp en bild av detta fornminne |
| Ekeby 111:3                         | Stensättning                     |              | Ekeby, Uppland      |       | 60.089710, 18.272230 | 10021801110003 | Ladda upp en bild av detta fornminne |
| Ekeby 112:1                         | Grav- och boplatsområde          |              | Ekeby, Uppland      |       | 60.089001, 18.271355 | 10021801120001 | Ladda upp en bild av detta fornminne |
| Ekeby 113:1                         | Gravfält                         |              | Ekeby, Uppland      |       | 60.087149, 18.271573 | 10021801130001 | Ladda upp en bild av detta fornminne |
| Ekeby 114:1                         | Röse                             |              | Ekeby, Uppland      |       | 60.086076, 18.273728 | 10021801140001 | Ladda upp en bild av detta fornminne |
| Ekeby 115:1                         | Grav- och boplatsområde          |              | Ekeby, Uppland      |       | 60.085005, 18.270542 | 10021801150001 | Ladda upp en bild av detta fornminne |
| Ekeby 116:1                         | Stensättning                     |              | Ekeby, Uppland      |       | 60.082898, 18.268886 | 10021801160001 | Ladda upp en bild av detta fornminne |
| Ekeby 116:2                         | Stensättning                     |              | Ekeby, Uppland      |       | 60.083082, 18.268897 | 10021801160002 | Ladda upp en bild av detta fornminne |
| Ekeby 117:1                         | Röse                             |              | Ekeby, Uppland      |       | 60.086392, 18.266455 | 10021801170001 | Ladda upp en bild av detta fornminne |
| Ekeby 118:1                         | Röse                             |              | Ekeby, Uppland      |       | 60.084717, 18.265394 | 10021801180001 | Ladda upp en bild av detta fornminne |
| Ekeby 119:1                         | Grav- och boplatsområde          |              | Ekeby, Uppland      |       | 60.085293, 18.259578 | 10021801190001 | Ladda upp en bild av detta fornminne |
| Ekeby 119:2                         | Gravfält                         |              | Ekeby, Uppland      |       | 60.085453, 18.258088 | 10021801190002 | Ladda upp en bild av detta fornminne |
| Ekeby 120:1                         | Stensättning                     |              | Ekeby, Uppland      |       | 60.084076, 18.256835 | 10021801200001 | Ladda upp en bild av detta fornminne |
| Ekeby 120:2                         | Stensättning                     |              | Ekeby, Uppland      |       | 60.083826, 18.256542 | 10021801200002 | Ladda upp en bild av detta fornminne |
| Ekeby 122:1                         | Röse                             |              | Ekeby, Uppland      |       | 60.090011, 18.264035 | 10021801220001 | Ladda upp en bild av detta fornminne |
| Ekeby 122:2                         | Röse                             |              | Ekeby, Uppland      |       | 60.089636, 18.264520 | 10021801220002 | Ladda upp en bild av detta fornminne |
| Ekeby 122:3                         | Stensättning                     |              | Ekeby, Uppland      |       | 60.089758, 18.264521 | 10021801220003 | Ladda upp en bild av detta fornminne |
| Ekeby 123:1                         | Grav- och boplatsområde          |              | Ekeby, Uppland      |       | 60.088543, 18.264630 | 10021801230001 | Ladda upp en bild av detta fornminne |
| Ekeby 124:1                         | Grav- och boplatsområde          |              | Ekeby, Uppland      |       | 60.090956, 18.257860 | 10021801240001 | Ladda upp en bild av detta fornminne |
| Ekeby 125:1                         | Gravfält                         |              | Ekeby, Uppland      |       | 60.098178, 18.234349 | 10021801250001 | Ladda upp en bild av detta fornminne |
| Ekeby 126:1                         | Grav- och boplatsområde          |              | Ekeby, Uppland      |       | 60.092128, 18.264942 | 10021801260001 | Ladda upp en bild av detta fornminne |
| Ekeby 127:1                         | Röse                             |              | Ekeby, Uppland      |       | 60.086604, 18.253509 | 10021801270001 | Ladda upp en bild av detta fornminne |
| Ekeby 128:1                         | Gravfält                         |              | Ekeby, Uppland      |       | 60.087605, 18.254450 | 10021801280001 | Ladda upp en bild av detta fornminne |
| Ekeby 129:1                         | Gravfält                         |              | Ekeby, Uppland      |       | 60.098616, 18.235818 | 10021801290001 | Ladda upp en bild av detta fornminne |
| Ekeby 130:1                         | Röse                             |              | Ekeby, Uppland      |       | 60.105480, 18.279041 | 10021801300001 | Ladda upp en bild av detta fornminne |
| Ekeby 130:2                         | Stensättning                     |              | Ekeby, Uppland      |       | 60.105169, 18.279239 | 10021801300002 | Ladda upp en bild av detta fornminne |
| Ekeby 130:3                         | Stensättning                     |              | Ekeby, Uppland      |       | 60.105260, 18.279404 | 10021801300003 | Ladda upp en bild av detta fornminne |
| Ekeby 131:1                         | Stensättning                     |              | Ekeby, Uppland      |       | 60.104139, 18.277686 | 10021801310001 | Ladda upp en bild av detta fornminne |
| Ekeby 131:2                         | Stensättning                     |              | Ekeby, Uppland      |       | 60.104516, 18.278038 | 10021801310002 | Ladda upp en bild av detta fornminne |
| Ekeby 132:2                         | Röse                             |              | Ekeby, Uppland      |       | 60.105893, 18.272107 | 10021801320002 | Ladda upp en bild av detta fornminne |
| Ekeby 132:3                         | Röse                             |              | Ekeby, Uppland      |       | 60.106003, 18.272353 | 10021801320003 | Ladda upp en bild av detta fornminne |
| Ekeby 132:4                         | Stensättning                     |              | Ekeby, Uppland      |       | 60.105648, 18.272584 | 10021801320004 | Ladda upp en bild av detta fornminne |
| Ekeby 133:1                         | Röse                             |              | Ekeby, Uppland      |       | 60.114866, 18.302806 | 10021801330001 | Ladda upp en bild av detta fornminne |
| Ekeby 133:2                         | Röse                             |              | Ekeby, Uppland      |       | 60.114569, 18.302951 | 10021801330002 | Ladda upp en bild av detta fornminne |
| Ekeby 133:3                         | Stensättning                     |              | Ekeby, Uppland      |       | 60.114547, 18.303180 | 10021801330003 | Ladda upp en bild av detta fornminne |
| Ekeby 134:1                         | Röse                             |              | Ekeby, Uppland      |       | 60.112533, 18.305637 | 10021801340001 | Ladda upp en bild av detta fornminne |
| Ekeby 136:1                         | Gravfält                         |              | Ekeby, Uppland      |       | 60.130992, 18.219182 | 10021801360001 | Ladda upp en bild av detta fornminne |
| Ekeby 137:1                         | Gravfält                         |              | Ekeby, Uppland      |       | 60.131429, 18.214875 | 10021801370001 | Ladda upp en bild av detta fornminne |
| Ekeby 138:1                         | Röse                             |              | Ekeby, Uppland      |       | 60.047371, 18.242100 | 10021801380001 | Ladda upp en bild av detta fornminne |
| Ekeby 139:1                         | Röse                             |              | Ekeby, Uppland      |       | 60.052057, 18.248355 | 10021801390001 | Ladda upp en bild av detta fornminne |
| Ekeby 140:1                         | Fornborg                         |              | Ekeby, Uppland      |       | 60.053847, 18.231119 | 10021801400001 | Ladda upp en bild av detta fornminne |
| Ekeby 151:1                         | Stensättning                     |              | Ekeby, Uppland      |       | 60.062420, 18.229588 | 10021801510001 | Ladda upp en bild av detta fornminne |
| Ekeby 151:2                         | Stensättning                     |              | Ekeby, Uppland      |       | 60.062520, 18.229483 | 10021801510002 | Ladda upp en bild av detta fornminne |
| Ekeby 151:3                         | Stensättning                     |              | Ekeby, Uppland      |       | 60.062340, 18.229421 | 10021801510003 | Ladda upp en bild av detta fornminne |
| Vadarbacken (Ekeby 152:1)           | Gravfält                         |              | Ekeby, Uppland      |       | 60.039894, 18.224615 | 10021801520001 | Ladda upp en bild av detta fornminne |
| Ekeby 153:1                         | Hög                              |              | Ekeby, Uppland      |       | 60.039710, 18.226189 | 10021801530001 | Ladda upp en bild av detta fornminne |
| Ekeby 156:1                         | Gravfält                         |              | Ekeby, Uppland      |       | 60.064198, 18.228966 | 10021801560001 | Ladda upp en bild av detta fornminne |
| Ekeby 158:2                         | Stensättning                     |              | Ekeby, Uppland      |       | 60.063042, 18.210435 | 10021801580002 | Ladda upp en bild av detta fornminne |
| Ekeby 162:1                         | Stensättning                     |              | Ekeby, Uppland      |       | 60.080747, 18.168486 | 10021801620001 | Ladda upp en bild av detta fornminne |
| Ekeby 163:1                         | Gravfält                         |              | Ekeby, Uppland      |       | 60.080702, 18.171157 | 10021801630001 | Ladda upp en bild av detta fornminne |
| Ekeby 164:1                         | Hög                              |              | Ekeby, Uppland      |       | 60.079240, 18.244301 | 10021801640001 | Ladda upp en bild av detta fornminne |
| Ekeby 164:2                         | Stensättning                     |              | Ekeby, Uppland      |       | 60.079143, 18.244198 | 10021801640002 | Ladda upp en bild av detta fornminne |
| Ekeby 164:3                         | Stensättning                     |              | Ekeby, Uppland      |       | 60.078956, 18.244434 | 10021801640003 | Ladda upp en bild av detta fornminne |
| Ekeby 167:1                         | Gravfält                         |              | Ekeby, Uppland      |       | 60.059649, 18.264534 | 10021801670001 | Ladda upp en bild av detta fornminne |
| Ekeby 168:1                         | Gravfält                         |              | Ekeby, Uppland      |       | 60.061804, 18.264384 | 10021801680001 | Ladda upp en bild av detta fornminne |
| Ekeby 172:1                         | Gravfält                         |              | Ekeby, Uppland      |       | 60.045577, 18.255193 | 10021801720001 | Ladda upp en bild av detta fornminne |
| Ekeby 174:1                         | Stensättning                     |              | Ekeby, Uppland      |       | 60.060729, 18.268572 | 10021801740001 | Ladda upp en bild av detta fornminne |
| Ekeby 176:1                         | Stensättning                     |              | Ekeby, Uppland      |       | 60.064380, 18.263794 | 10021801760001 | Ladda upp en bild av detta fornminne |
| Ekeby 176:2                         | Stensättning                     |              | Ekeby, Uppland      |       | 60.064518, 18.264151 | 10021801760002 | Ladda upp en bild av detta fornminne |
| Ekeby 180:1                         | Röse                             |              | Ekeby, Uppland      |       | 60.121650, 18.283975 | 10021801800001 | Ladda upp en bild av detta fornminne |
| Ekeby 180:2                         | Stensättning                     |              | Ekeby, Uppland      |       | 60.121558, 18.284224 | 10021801800002 | Ladda upp en bild av detta fornminne |
| Ekeby 180:3                         | Stensättning                     |              | Ekeby, Uppland      |       | 60.121529, 18.284002 | 10021801800003 | Ladda upp en bild av detta fornminne |
| Ekeby 180:4                         | Stensättning                     |              | Ekeby, Uppland      |       | 60.121262, 18.284190 | 10021801800004 | Ladda upp en bild av detta fornminne |
| Ekeby 180:5                         | Stensättning                     |              | Ekeby, Uppland      |       | 60.121058, 18.283942 | 10021801800005 | Ladda upp en bild av detta fornminne |
| Ekeby 181:1                         | Stensättning                     |              | Ekeby, Uppland      |       | 60.121269, 18.282446 | 10021801810001 | Ladda upp en bild av detta fornminne |
| Ekeby 181:2                         | Röse                             |              | Ekeby, Uppland      |       | 60.121321, 18.282791 | 10021801810002 | Ladda upp en bild av detta fornminne |
| Ekeby 183:1                         | Röse                             |              | Ekeby, Uppland      |       | 60.123072, 18.282350 | 10021801830001 | Ladda upp en bild av detta fornminne |
| Ekeby 184:1                         | Gravfält                         |              | Ekeby, Uppland      |       | 60.119503, 18.282802 | 10021801840001 | Ladda upp en bild av detta fornminne |
| Ekeby 184:2                         | Stensättning                     |              | Ekeby, Uppland      |       | 60.120087, 18.281377 | 10021801840002 | Ladda upp en bild av detta fornminne |
| Ekeby 184:3                         | Stensättning                     |              | Ekeby, Uppland      |       | 60.120283, 18.281894 | 10021801840003 | Ladda upp en bild av detta fornminne |
| Ekeby 185:1                         | Röse                             |              | Ekeby, Uppland      |       | 60.121026, 18.289991 | 10021801850001 | Ladda upp en bild av detta fornminne |
| Ekeby 186:1                         | Röse                             |              | Ekeby, Uppland      |       | 60.120799, 18.288842 | 10021801860001 | Ladda upp en bild av detta fornminne |
| Ekeby 187:1                         | Röse                             |              | Ekeby, Uppland      |       | 60.118585, 18.289518 | 10021801870001 | Ladda upp en bild av detta fornminne |
| Ekeby 189:1                         | Röse                             |              | Ekeby, Uppland      |       | 60.113395, 18.302775 | 10021801890001 | Ladda upp en bild av detta fornminne |
| Ekeby 189:2                         | Stensättning                     |              | Ekeby, Uppland      |       | 60.113260, 18.302816 | 10021801890002 | Ladda upp en bild av detta fornminne |
| Ekeby 190:1                         | Stensättning                     |              | Ekeby, Uppland      |       | 60.114333, 18.309668 | 10021801900001 | Ladda upp en bild av detta fornminne |
| Ekeby 194:1                         | Stensättning                     |              | Ekeby, Uppland      |       | 60.096326, 18.291533 | 10021801940001 | Ladda upp en bild av detta fornminne |
| Ekeby 194:2                         | Stensättning                     |              | Ekeby, Uppland      |       | 60.096434, 18.291407 | 10021801940002 | Ladda upp en bild av detta fornminne |
| Fagervik (Ekeby 195:1)              | Lägenhetsbebyggelse              |              | Ekeby, Uppland      |       | 60.106214, 18.278643 | 10021801950001 | Ladda upp en bild av detta fornminne |
| Ekeby 197:1                         | Röse                             |              | Ekeby, Uppland      |       | 60.118845, 18.253692 | 10021801970001 | Ladda upp en bild av detta fornminne |
| Ekeby 198:2                         | Röse                             |              | Ekeby, Uppland      |       | 60.118894, 18.256751 | 10021801980002 | Ladda upp en bild av detta fornminne |
| Ekeby 199:2                         | Röse                             |              | Ekeby, Uppland      |       | 60.122791, 18.261906 | 10021801990002 | Ladda upp en bild av detta fornminne |
| Ekeby 201:1                         | Röse                             |              | Ekeby, Uppland      |       | 60.096586, 18.282812 | 10021802010001 | Ladda upp en bild av detta fornminne |
| Ekeby 201:2                         | Stensättning                     |              | Ekeby, Uppland      |       | 60.096331, 18.282968 | 10021802010002 | Ladda upp en bild av detta fornminne |
| Ekeby 202:1                         | Röse                             |              | Ekeby, Uppland      |       | 60.095209, 18.282943 | 10021802020001 | Ladda upp en bild av detta fornminne |
| Ekeby 203:1                         | Röse                             |              | Ekeby, Uppland      |       | 60.086948, 18.284012 | 10021802030001 | Ladda upp en bild av detta fornminne |
| Ekeby 203:2                         | Röse                             |              | Ekeby, Uppland      |       | 60.086794, 18.284082 | 10021802030002 | Ladda upp en bild av detta fornminne |
| Ekeby 204:1                         | Röse                             |              | Ekeby, Uppland      |       | 60.086727, 18.285109 | 10021802040001 | Ladda upp en bild av detta fornminne |
| Ekeby 205:1                         | Stensättning                     |              | Ekeby, Uppland      |       | 60.087738, 18.284383 | 10021802050001 | Ladda upp en bild av detta fornminne |
| Ekeby 205:2                         | Röse                             |              | Ekeby, Uppland      |       | 60.087931, 18.284988 | 10021802050002 | Ladda upp en bild av detta fornminne |
| Ekeby 205:3                         | Röse                             |              | Ekeby, Uppland      |       | 60.087959, 18.284703 | 10021802050003 | Ladda upp en bild av detta fornminne |
| Ekeby 206:1                         | Röse                             |              | Ekeby, Uppland      |       | 60.081887, 18.288389 | 10021802060001 | Ladda upp en bild av detta fornminne |
| Ekeby 207:1                         | Stensättning                     |              | Ekeby, Uppland      |       | 60.082491, 18.288972 | 10021802070001 | Ladda upp en bild av detta fornminne |
| Ekeby 209:1                         | Gravfält                         |              | Ekeby, Uppland      |       | 60.092674, 18.289592 | 10021802090001 | Ladda upp en bild av detta fornminne |
| Ekeby 210:1                         | Stensättning                     |              | Ekeby, Uppland      |       | 60.102323, 18.285582 | 10021802100001 | Ladda upp en bild av detta fornminne |
| Ekeby 211:1                         | Stensättning                     |              | Ekeby, Uppland      |       | 60.093396, 18.289637 | 10021802110001 | Ladda upp en bild av detta fornminne |
| Ekeby 212:1                         | Stensättning                     |              | Ekeby, Uppland      |       | 60.099923, 18.286180 | 10021802120001 | Ladda upp en bild av detta fornminne |
| Ekeby 213:1                         | Stensättning                     |              | Ekeby, Uppland      |       | 60.101808, 18.285993 | 10021802130001 | Ladda upp en bild av detta fornminne |
| Ekeby 214:1                         | Gravfält                         |              | Ekeby, Uppland      |       | 60.101056, 18.289353 | 10021802140001 | Ladda upp en bild av detta fornminne |
| Ekeby 215:1                         | Röse                             |              | Ekeby, Uppland      |       | 60.099157, 18.291715 | 10021802150001 | Ladda upp en bild av detta fornminne |
| Ekeby 215:2                         | Röse                             |              | Ekeby, Uppland      |       | 60.099072, 18.291433 | 10021802150002 | Ladda upp en bild av detta fornminne |
| Ekeby 216:1                         | Stensättning                     |              | Ekeby, Uppland      |       | 60.100936, 18.291608 | 10021802160001 | Ladda upp en bild av detta fornminne |
| Ekeby 219:1                         | Gravfält                         |              | Ekeby, Uppland      |       | 60.078624, 18.231202 | 10021802190001 | Ladda upp en bild av detta fornminne |
| Ekeby 220:1                         | Gravfält                         |              | Ekeby, Uppland      |       | 60.064000, 18.261179 | 10021802200001 | Ladda upp en bild av detta fornminne |
| Ekeby 221:1                         | Gravfält                         |              | Ekeby, Uppland      |       | 60.063704, 18.263730 | 10021802210001 | Ladda upp en bild av detta fornminne |
| Ekeby 222:1                         | Grav- och boplatsområde          |              | Ekeby, Uppland      |       | 60.060806, 18.265973 | 10021802220001 | Ladda upp en bild av detta fornminne |
| Ekeby 223:1                         | Röse                             |              | Ekeby, Uppland      |       | 60.059532, 18.267848 | 10021802230001 | Ladda upp en bild av detta fornminne |
| Ekeby 224:1                         | Röse                             |              | Ekeby, Uppland      |       | 60.059277, 18.269717 | 10021802240001 | Ladda upp en bild av detta fornminne |
| Ekeby 225:2                         | Stensättning                     |              | Ekeby, Uppland      |       | 60.114210, 18.246626 | 10021802250002 | Ladda upp en bild av detta fornminne |
| Ekeby 227:1                         | Gravfält                         |              | Ekeby, Uppland      |       | 60.039085, 18.221187 | 10021802270001 | Ladda upp en bild av detta fornminne |
| Ekeby 228:1                         | Stensättning                     |              | Ekeby, Uppland      |       | 60.037856, 18.220109 | 10021802280001 | Ladda upp en bild av detta fornminne |
| Ekeby 229:1                         | Hällristning                     |              | Ekeby, Uppland      |       | 60.031195, 18.218198 | 10021802290001 | Ladda upp en bild av detta fornminne |
| Ekeby 230:1                         | Röse                             |              | Ekeby, Uppland      |       | 60.088158, 18.285750 | 10021802300001 | Ladda upp en bild av detta fornminne |
| Ekeby 230:2                         | Röse                             |              | Ekeby, Uppland      |       | 60.088158, 18.285750 | 10021802300002 | Ladda upp en bild av detta fornminne |
| Ekeby 233:1                         | Stensättning                     |              | Ekeby, Uppland      |       | 60.084151, 18.154017 | 10021802330001 | Ladda upp en bild av detta fornminne |
| Ekeby 234:2                         | Grav- och boplatsområde          |              | Ekeby, Uppland      |       | 60.089688, 18.162812 | 10021802340002 | Ladda upp en bild av detta fornminne |
| Ekeby 237:1                         | Lägenhetsbebyggelse              |              | Ekeby, Uppland      |       | 60.099022, 18.189109 | 10021802370001 | Ladda upp en bild av detta fornminne |
| Ekeby 238:1                         | Lägenhetsbebyggelse              |              | Ekeby, Uppland      |       | 60.100102, 18.190116 | 10021802380001 | Ladda upp en bild av detta fornminne |
| Ekeby 244:1                         | Stensättning                     |              | Ekeby, Uppland      |       | 60.082319, 18.212532 | 10021802440001 | Ladda upp en bild av detta fornminne |
| Ekeby 244:2                         | Stensättning                     |              | Ekeby, Uppland      |       | 60.082447, 18.212342 | 10021802440002 | Ladda upp en bild av detta fornminne |
| Ekeby 246:1                         | Röse                             |              | Ekeby, Uppland      |       | 60.123916, 18.263434 | 10021802460001 | Ladda upp en bild av detta fornminne |
| Ekeby 246:2                         | Stensättning                     |              | Ekeby, Uppland      |       | 60.123939, 18.263759 | 10021802460002 | Ladda upp en bild av detta fornminne |
| Ekeby 247:1                         | Stensättning                     |              | Ekeby, Uppland      |       | 60.124483, 18.268867 | 10021802470001 | Ladda upp en bild av detta fornminne |
| Ekeby 247:2                         | Stensättning                     |              | Ekeby, Uppland      |       | 60.124481, 18.268710 | 10021802470002 | Ladda upp en bild av detta fornminne |
| Ekeby 247:3                         | Stensättning                     |              | Ekeby, Uppland      |       | 60.124469, 18.268589 | 10021802470003 | Ladda upp en bild av detta fornminne |
| Ekeby 247:4                         | Stensättning                     |              | Ekeby, Uppland      |       | 60.124358, 18.268726 | 10021802470004 | Ladda upp en bild av detta fornminne |
| Ekeby 248:1                         | Stensättning                     |              | Ekeby, Uppland      |       | 60.119739, 18.253341 | 10021802480001 | Ladda upp en bild av detta fornminne |
| Ekeby 249:1                         | Gravfält                         |              | Ekeby, Uppland      |       | 60.118854, 18.250718 | 10021802490001 | Ladda upp en bild av detta fornminne |
| Ekeby 250:1                         | Stensättning                     |              | Ekeby, Uppland      |       | 60.118307, 18.254617 | 10021802500001 | Ladda upp en bild av detta fornminne |
| Ekeby 251:1                         | Stensättning                     |              | Ekeby, Uppland      |       | 60.107791, 18.271575 | 10021802510001 | Ladda upp en bild av detta fornminne |
| Ekeby 251:2                         | Stensättning                     |              | Ekeby, Uppland      |       | 60.107876, 18.271746 | 10021802510002 | Ladda upp en bild av detta fornminne |
| Ekeby 251:3                         | Stensättning                     |              | Ekeby, Uppland      |       | 60.107794, 18.272352 | 10021802510003 | Ladda upp en bild av detta fornminne |
| Ekeby 251:4                         | Stensättning                     |              | Ekeby, Uppland      |       | 60.107917, 18.272529 | 10021802510004 | Ladda upp en bild av detta fornminne |
| Ekeby 252:2                         | Gravfält                         |              | Ekeby, Uppland      |       | 60.106700, 18.268222 | 10021802520002 | Ladda upp en bild av detta fornminne |
| Ekeby 254:1                         | Stensättning                     |              | Ekeby, Uppland      |       | 60.090556, 18.266069 | 10021802540001 | Ladda upp en bild av detta fornminne |
| Ekeby 254:2                         | Stensättning                     |              | Ekeby, Uppland      |       | 60.090680, 18.266041 | 10021802540002 | Ladda upp en bild av detta fornminne |
| Ekeby 255:1                         | Stensättning                     |              | Ekeby, Uppland      |       | 60.090463, 18.270181 | 10021802550001 | Ladda upp en bild av detta fornminne |
| Ekeby 255:2                         | Stensättning                     |              | Ekeby, Uppland      |       | 60.090595, 18.270244 | 10021802550002 | Ladda upp en bild av detta fornminne |
| Ekeby 255:3                         | Stensättning                     |              | Ekeby, Uppland      |       | 60.090548, 18.270036 | 10021802550003 | Ladda upp en bild av detta fornminne |
| Ekeby 256:1                         | Stensättning                     |              | Ekeby, Uppland      |       | 60.084244, 18.269078 | 10021802560001 | Ladda upp en bild av detta fornminne |
| Kiällbolet (Ekeby 258:1)            | Lägenhetsbebyggelse              |              | Ekeby, Uppland      |       | 60.085311, 18.240176 | 10021802580001 | Ladda upp en bild av detta fornminne |
| Ekeby 261:1                         | Lägenhetsbebyggelse              |              | Ekeby, Uppland      |       | 60.098414, 18.236672 | 10021802610001 | Ladda upp en bild av detta fornminne |
| Ekeby 262:1                         | Röse                             |              | Ekeby, Uppland      |       | 60.118137, 18.249617 | 10021802620001 | Ladda upp en bild av detta fornminne |
| Ekeby 262:2                         | Stensättning                     |              | Ekeby, Uppland      |       | 60.117724, 18.250083 | 10021802620002 | Ladda upp en bild av detta fornminne |
| Bräntorpet (Ekeby 263:1)            | Lägenhetsbebyggelse              |              | Ekeby, Uppland      |       | 60.116911, 18.250448 | 10021802630001 | Ladda upp en bild av detta fornminne |
| Ekeby 264:2                         | Lägenhetsbebyggelse              |              | Ekeby, Uppland      |       | 60.105504, 18.247689 | 10021802640002 | Ladda upp en bild av detta fornminne |
| Ekeby 267:2                         | Husgrund, förhistorisk/medeltida |              | Ekeby, Uppland      |       | 60.130565, 18.216725 | 10021802670002 | Ladda upp en bild av detta fornminne |
| Ekeby 268:1                         | Röse                             |              | Ekeby, Uppland      |       | 60.110731, 18.254215 | 10021802680001 | Ladda upp en bild av detta fornminne |
| Ekeby 269:1                         | Lägenhetsbebyggelse              |              | Ekeby, Uppland      |       | 60.110586, 18.255598 | 10021802690001 | Ladda upp en bild av detta fornminne |
| Ekeby 270:1                         | Grav- och boplatsområde          |              | Ekeby, Uppland      |       | 60.110170, 18.256452 | 10021802700001 | Ladda upp en bild av detta fornminne |
| Ekeby 273:1                         | Lägenhetsbebyggelse              |              | Ekeby, Uppland      |       | 60.086413, 18.237098 | 10021802730001 | Ladda upp en bild av detta fornminne |
| Hyttbol (Ekeby 275:1)               | Lägenhetsbebyggelse              |              | Ekeby, Uppland      |       | 60.085578, 18.265474 | 10021802750001 | Ladda upp en bild av detta fornminne |
| Oxudstorpet (Ekeby 278:1)           | Lägenhetsbebyggelse              |              | Ekeby, Uppland      |       | 60.114730, 18.227191 | 10021802780001 | Ladda upp en bild av detta fornminne |
| Oxudstorpet (Ekeby 279:1)           | Lägenhetsbebyggelse              |              | Ekeby, Uppland      |       | 60.112381, 18.230399 | 10021802790001 | Ladda upp en bild av detta fornminne |
| Ekeby 285:1                         | Röse                             |              | Ekeby, Uppland      |       | 60.083751, 18.283430 | 10021802850001 | Ladda upp en bild av detta fornminne |
| Ekeby 292:1                         | Stensättning                     |              | Ekeby, Uppland      |       | 60.083942, 18.285115 | 10021802920001 | Ladda upp en bild av detta fornminne |
| Ekeby 293:1                         | Grav- och boplatsområde          |              | Ekeby, Uppland      |       | 60.093452, 18.269790 | 10021802930001 | Ladda upp en bild av detta fornminne |
| Ekeby 294:1                         | Gravfält                         |              | Ekeby, Uppland      |       | 60.084747, 18.281108 | 10021802940001 | Ladda upp en bild av detta fornminne |
| Ekeby 296:1                         | Stensättning                     |              | Ekeby, Uppland      |       | 60.087163, 18.266474 | 10021802960001 | Ladda upp en bild av detta fornminne |
| Ekeby 297:1                         | Stensättning                     |              | Ekeby, Uppland      |       | 60.087421, 18.267425 | 10021802970001 | Ladda upp en bild av detta fornminne |
| Ekeby 297:2                         | Stensättning                     |              | Ekeby, Uppland      |       | 60.087320, 18.267425 | 10021802970002 | Ladda upp en bild av detta fornminne |
| Ekeby 298:1                         | Hög                              |              | Ekeby, Uppland      |       | 60.093841, 18.235361 | 10021802980001 | Ladda upp en bild av detta fornminne |
| Ekeby 298:2                         | Stensättning                     |              | Ekeby, Uppland      |       | 60.093764, 18.235445 | 10021802980002 | Ladda upp en bild av detta fornminne |
| Ekeby 298:3                         | Stensättning                     |              | Ekeby, Uppland      |       | 60.093725, 18.235539 | 10021802980003 | Ladda upp en bild av detta fornminne |
| Ekeby 298:4                         | Stensättning                     |              | Ekeby, Uppland      |       | 60.093613, 18.235653 | 10021802980004 | Ladda upp en bild av detta fornminne |
| Ekeby 299:1                         | Gravfält                         |              | Ekeby, Uppland      |       | 60.096715, 18.235514 | 10021802990001 | Ladda upp en bild av detta fornminne |
| Ekeby 300:1                         | Stensättning                     |              | Ekeby, Uppland      |       | 60.085638, 18.231792 | 10021803000001 | Ladda upp en bild av detta fornminne |
| Skrikbacken (Ekeby 301:1)           | Stensättning                     |              | Ekeby, Uppland      |       | 60.084958, 18.235590 | 10021803010001 | Ladda upp en bild av detta fornminne |
| Skrikbacken (Ekeby 301:2)           | Stensättning                     |              | Ekeby, Uppland      |       | 60.084954, 18.235727 | 10021803010002 | Ladda upp en bild av detta fornminne |
| Ekeby 302:1                         | Stensättning                     |              | Ekeby, Uppland      |       | 60.082679, 18.236190 | 10021803020001 | Ladda upp en bild av detta fornminne |
| Landsättern (Ekeby 304:1)           | Stensättning                     |              | Ekeby, Uppland      |       | 60.099710, 18.290599 | 10021803040001 | Ladda upp en bild av detta fornminne |
| Landsättern (Ekeby 305:1)           | Gravfält                         |              | Ekeby, Uppland      |       | 60.099168, 18.289906 | 10021803050001 | Ladda upp en bild av detta fornminne |
| Vällsätter (Ekeby 306:1)            | Gravfält                         |              | Ekeby, Uppland      |       | 60.087264, 18.280612 | 10021803060001 | Ladda upp en bild av detta fornminne |
| Vällsätter (Ekeby 307:1)            | Stensättning                     |              | Ekeby, Uppland      |       | 60.087992, 18.280288 | 10021803070001 | Ladda upp en bild av detta fornminne |
| Vällsätter (Ekeby 307:2)            | Stensättning                     |              | Ekeby, Uppland      |       | 60.087987, 18.280406 | 10021803070002 | Ladda upp en bild av detta fornminne |
| Vällsätter (Ekeby 308:1)            | Gravfält                         |              | Ekeby, Uppland      |       | 60.088417, 18.279784 | 10021803080001 | Ladda upp en bild av detta fornminne |
| Vällsätter (Ekeby 309:1)            | Grav- och boplatsområde          |              | Ekeby, Uppland      |       | 60.086001, 18.279412 | 10021803090001 | Ladda upp en bild av detta fornminne |
| Hägnan (Ekeby 310:1)                | Stensättning                     |              | Ekeby, Uppland      |       | 60.114723, 18.259487 | 10021803100001 | Ladda upp en bild av detta fornminne |
| Ekeby 311:1                         | Stensättning                     |              | Ekeby, Uppland      |       | 60.111356, 18.255044 | 10021803110001 | Ladda upp en bild av detta fornminne |
| Almundabacken (Ekeby 312:1)         | Gravfält                         |              | Ekeby, Uppland      |       | 60.109212, 18.232558 | 10021803120001 | Ladda upp en bild av detta fornminne |
| Almundabacken (Ekeby 315:1)         | Gravfält                         |              | Ekeby, Uppland      |       | 60.107314, 18.235370 | 10021803150001 | Ladda upp en bild av detta fornminne |
| Hägnan (Ekeby 316:1)                | Gravfält                         |              | Ekeby, Uppland      |       | 60.110661, 18.251979 | 10021803160001 | Ladda upp en bild av detta fornminne |
| Hägnaden (Ekeby 318:1)              | Grav- och boplatsområde          |              | Ekeby, Uppland      |       | 60.111412, 18.259643 | 10021803180001 | Ladda upp en bild av detta fornminne |
| Hägnan (Ekeby 321:1)                | Lägenhetsbebyggelse              |              | Ekeby, Uppland      |       | 60.111972, 18.249962 | 10021803210001 | Ladda upp en bild av detta fornminne |
| Ekeby 322:1                         | Lägenhetsbebyggelse              |              | Ekeby, Uppland      |       | 60.062389, 18.246024 | 10021803220001 | Ladda upp en bild av detta fornminne |
| Hjälmsättern (Ekeby 324:1)          | Stensättning                     |              | Ekeby, Uppland      |       | 60.062952, 18.259019 | 10021803240001 | Ladda upp en bild av detta fornminne |
| Sättern (Ekeby 327:1)               | Gravfält                         |              | Ekeby, Uppland      |       | 60.057943, 18.269775 | 10021803270001 | Ladda upp en bild av detta fornminne |
| Sättern (Ekeby 328:1)               | Gravfält                         |              | Ekeby, Uppland      |       | 60.057006, 18.271322 | 10021803280001 | Ladda upp en bild av detta fornminne |
| Sättern (Ekeby 331:1)               | Gravfält                         |              | Ekeby, Uppland      |       | 60.057785, 18.267526 | 10021803310001 | Ladda upp en bild av detta fornminne |
| Sättern (Ekeby 332:1)               | Gravfält                         |              | Ekeby, Uppland      |       | 60.058188, 18.265666 | 10021803320001 | Ladda upp en bild av detta fornminne |
| Almundabacken (Ekeby 333:1)         | Gravfält                         |              | Ekeby, Uppland      |       | 60.108237, 18.231121 | 10021803330001 | Ladda upp en bild av detta fornminne |
| Almundabacken (Ekeby 334:1)         | Grav- och boplatsområde          |              | Ekeby, Uppland      |       | 60.107688, 18.237009 | 10021803340001 | Ladda upp en bild av detta fornminne |
| Ekeby 337:1                         | Gravfält                         |              | Ekeby, Uppland      |       | 60.113313, 18.259175 | 10021803370001 | Ladda upp en bild av detta fornminne |
| Ekeby 339:1                         | Stensättning                     |              | Ekeby, Uppland      |       | 60.110984, 18.256065 | 10021803390001 | Ladda upp en bild av detta fornminne |
| Ekeby 340:1                         | Grav- och boplatsområde          |              | Ekeby, Uppland      |       | 60.091614, 18.272751 | 10021803400001 | Ladda upp en bild av detta fornminne |
| Ekeby 341:1                         | Grav- och boplatsområde          |              | Ekeby, Uppland      |       | 60.093279, 18.272602 | 10021803410001 | Ladda upp en bild av detta fornminne |
| Ekeby 343:1                         | Gravfält                         |              | Ekeby, Uppland      |       | 60.112127, 18.241630 | 10021803430001 | Ladda upp en bild av detta fornminne |
| Ekeby 346:1                         | Gravfält                         |              | Ekeby, Uppland      |       | 60.107115, 18.231128 | 10021803460001 | Ladda upp en bild av detta fornminne |
| Ekeby 351:1                         | Stensättning                     |              | Ekeby, Uppland      |       | 60.043023, 18.239649 | 10021803510001 | Ladda upp en bild av detta fornminne |
| Ekeby 352:1                         | Gravfält                         |              | Ekeby, Uppland      |       | 60.042501, 18.244700 | 10021803520001 | Ladda upp en bild av detta fornminne |
| Ekeby 353:1                         | Stensättning                     |              | Ekeby, Uppland      |       | 60.048132, 18.246190 | 10021803530001 | Ladda upp en bild av detta fornminne |
| Ekeby 353:2                         | Röse                             |              | Ekeby, Uppland      |       | 60.048432, 18.245773 | 10021803530002 | Ladda upp en bild av detta fornminne |
| Ekeby 357:1                         | Gravfält                         |              | Ekeby, Uppland      |       | 60.041469, 18.242041 | 10021803570001 | Ladda upp en bild av detta fornminne |
| Ekeby 360:1                         | Röse                             |              | Ekeby, Uppland      |       | 60.046837, 18.258086 | 10021803600001 | Ladda upp en bild av detta fornminne |
| Ekeby 360:2                         | Stensättning                     |              | Ekeby, Uppland      |       | 60.046836, 18.257864 | 10021803600002 | Ladda upp en bild av detta fornminne |
| Ekeby 361:1                         | Stensättning                     |              | Ekeby, Uppland      |       | 60.046723, 18.260853 | 10021803610001 | Ladda upp en bild av detta fornminne |
| Ekeby 362:1                         | Röse                             |              | Ekeby, Uppland      |       | 60.046196, 18.259923 | 10021803620001 | Ladda upp en bild av detta fornminne |
| Ekeby 363:1                         | Röse                             |              | Ekeby, Uppland      |       | 60.047726, 18.262547 | 10021803630001 | Ladda upp en bild av detta fornminne |
| Ekeby 364:1                         | Stensättning                     |              | Ekeby, Uppland      |       | 60.046718, 18.264084 | 10021803640001 | Ladda upp en bild av detta fornminne |
| Lysningskällan (nr 2) (Ekeby 370:1) | Lägenhetsbebyggelse              |              | Ekeby, Uppland      |       | 60.046164, 18.242604 | 10021803700001 | Ladda upp en bild av detta fornminne |
| Hällsbäcken (Ekeby 372:1)           | Stensättning                     |              | Ekeby, Uppland      |       | 60.049156, 18.245027 | 10021803720001 | Ladda upp en bild av detta fornminne |
| Hällsbäcken (Ekeby 372:2)           | Stensättning                     |              | Ekeby, Uppland      |       | 60.049113, 18.245369 | 10021803720002 | Ladda upp en bild av detta fornminne |
| Ekeby 376:1                         | Stensättning                     |              | Ekeby, Uppland      |       | 60.045909, 18.267372 | 10021803760001 | Ladda upp en bild av detta fornminne |
| Ekeby 376:2                         | Röse                             |              | Ekeby, Uppland      |       | 60.045739, 18.267302 | 10021803760002 | Ladda upp en bild av detta fornminne |
| Ekeby 376:3                         | Röse                             |              | Ekeby, Uppland      |       | 60.045283, 18.267072 | 10021803760003 | Ladda upp en bild av detta fornminne |
| Ekeby 377:1                         | Stensättning                     |              | Ekeby, Uppland      |       | 60.041604, 18.244589 | 10021803770001 | Ladda upp en bild av detta fornminne |
| Ekeby 377:2                         | Stensättning                     |              | Ekeby, Uppland      |       | 60.041728, 18.244822 | 10021803770002 | Ladda upp en bild av detta fornminne |
| Ekeby 378:1                         | Stensättning                     |              | Ekeby, Uppland      |       | 60.045643, 18.265822 | 10021803780001 | Ladda upp en bild av detta fornminne |
| Slåttbacken (Ekeby 379:1)           | Röse                             |              | Ekeby, Uppland      |       | 60.043976, 18.248392 | 10021803790001 | Ladda upp en bild av detta fornminne |
| Ekeby 385:1                         | Grav- och boplatsområde          |              | Ekeby, Uppland      |       | 60.112777, 18.235726 | 10021803850001 | Ladda upp en bild av detta fornminne |
| Ekeby 386:2                         | Stensättning                     |              | Ekeby, Uppland      |       | 60.087967, 18.285944 | 10021803860002 | Ladda upp en bild av detta fornminne |
| Ekeby 388:1                         | Grav markerad av sten/block      |              | Ekeby, Uppland      |       | 60.089257, 18.286254 | 10021803880001 | Ladda upp en bild av detta fornminne |
| Ekeby 389:1                         | Stensättning                     |              | Ekeby, Uppland      |       | 60.089586, 18.285238 | 10021803890001 | Ladda upp en bild av detta fornminne |
| Ekeby 389:2                         | Stensättning                     |              | Ekeby, Uppland      |       | 60.089469, 18.285157 | 10021803890002 | Ladda upp en bild av detta fornminne |
| Ekeby 391:1                         | Stensättning                     |              | Ekeby, Uppland      |       | 60.088593, 18.282969 | 10021803910001 | Ladda upp en bild av detta fornminne |
| Ekeby 392:1                         | Röse                             |              | Ekeby, Uppland      |       | 60.088317, 18.283985 | 10021803920001 | Ladda upp en bild av detta fornminne |
| Ekeby 393:1                         | Gravfält                         |              | Ekeby, Uppland      |       | 60.115738, 18.237417 | 10021803930001 | Ladda upp en bild av detta fornminne |
| Ekeby 394                           | Stensättning                     |              | Ekeby, Uppland      |       | 60.081968, 18.267004 | 12000000092107 | Ladda upp en bild av detta fornminne |
| Ekeby 397                           | Grav markerad av sten/block      |              | Ekeby, Uppland      |       | 60.086138, 18.273210 | 12000000097543 | Ladda upp en bild av detta fornminne |
| Ekeby 401                           | Stensättning                     |              | Ekeby, Uppland      |       | 60.090764, 18.265370 | 12000000101467 | Ladda upp en bild av detta fornminne |
| Ekeby 408                           | Lägenhetsbebyggelse              |              | Ekeby, Uppland      |       | 60.102320, 18.279592 | 12000000125036 | Ladda upp en bild av detta fornminne |
| Ekeby 411                           | Röse                             |              | Ekeby, Uppland      |       | 60.103960, 18.277420 | 12000000125054 | Ladda upp en bild av detta fornminne |
| Ekeby 416                           | Stensättning                     |              | Ekeby, Uppland      |       | 60.084926, 18.200021 | 12000000126663 | Ladda upp en bild av detta fornminne |
| Ekeby 418                           | Stensättning                     |              | Ekeby, Uppland      |       | 60.085127, 18.200169 | 12000000126668 | Ladda upp en bild av detta fornminne |
| Alunda 91:1                         | Gravfält                         |              | Ekeby, Uppland      |       | 60.028666, 18.219090 | 10020300910001 | Ladda upp en bild av detta fornminne |
| Alunda 92:1                         | Gravfält                         |              | Ekeby, Uppland      |       | 60.027819, 18.219868 | 10020300920001 | Ladda upp en bild av detta fornminne |
| Alunda 521:1                        | Stensättning                     |              | Ekeby, Uppland      |       | 60.027859, 18.208815 | 10020305210001 | Ladda upp en bild av detta fornminne |
| Alunda 640:1                        | Stensättning                     |              | Ekeby, Uppland      |       | 60.098096, 18.149934 | 10020306400001 | Ladda upp en bild av detta fornminne |